# Neckertal
Neckertal je obec na východě Švýcarska v kantonu St. Gallen. Žije zde přibližně 4 000 obyvatel.
Obec vznikla 1. ledna 2009 sloučením bývalých obcí Brunnadern, Mogelsberg a St. Peterzell a 1. ledna 2023 byl rozšířen o bývalé obce Oberhelfenschwil a Hemberg.

## Geografie

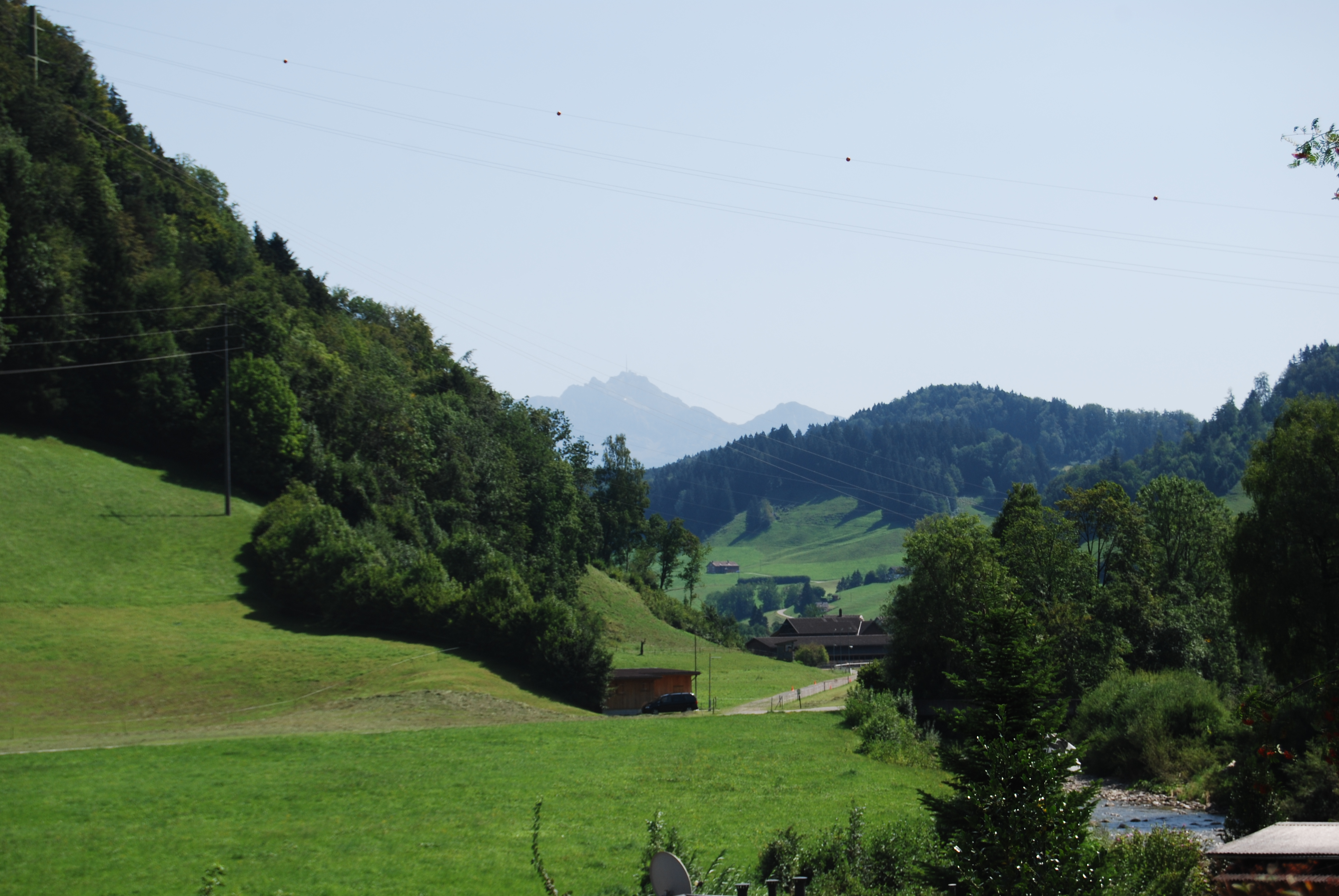
Údolí Neckeru

Neckertal leží ve východním údolí řeky Thur. Sousedními obcemi jsou Nesslau, Ebnat-Kappel, Wattwil, Lichtensteig, Bütschwil-Ganterschwil, Lütisburg a Degersheim v kantonu St. Gallen a Schwellbrunn, Schönengrund a Urnäsch v kantonu Appenzell Ausserrhoden.

## Historie

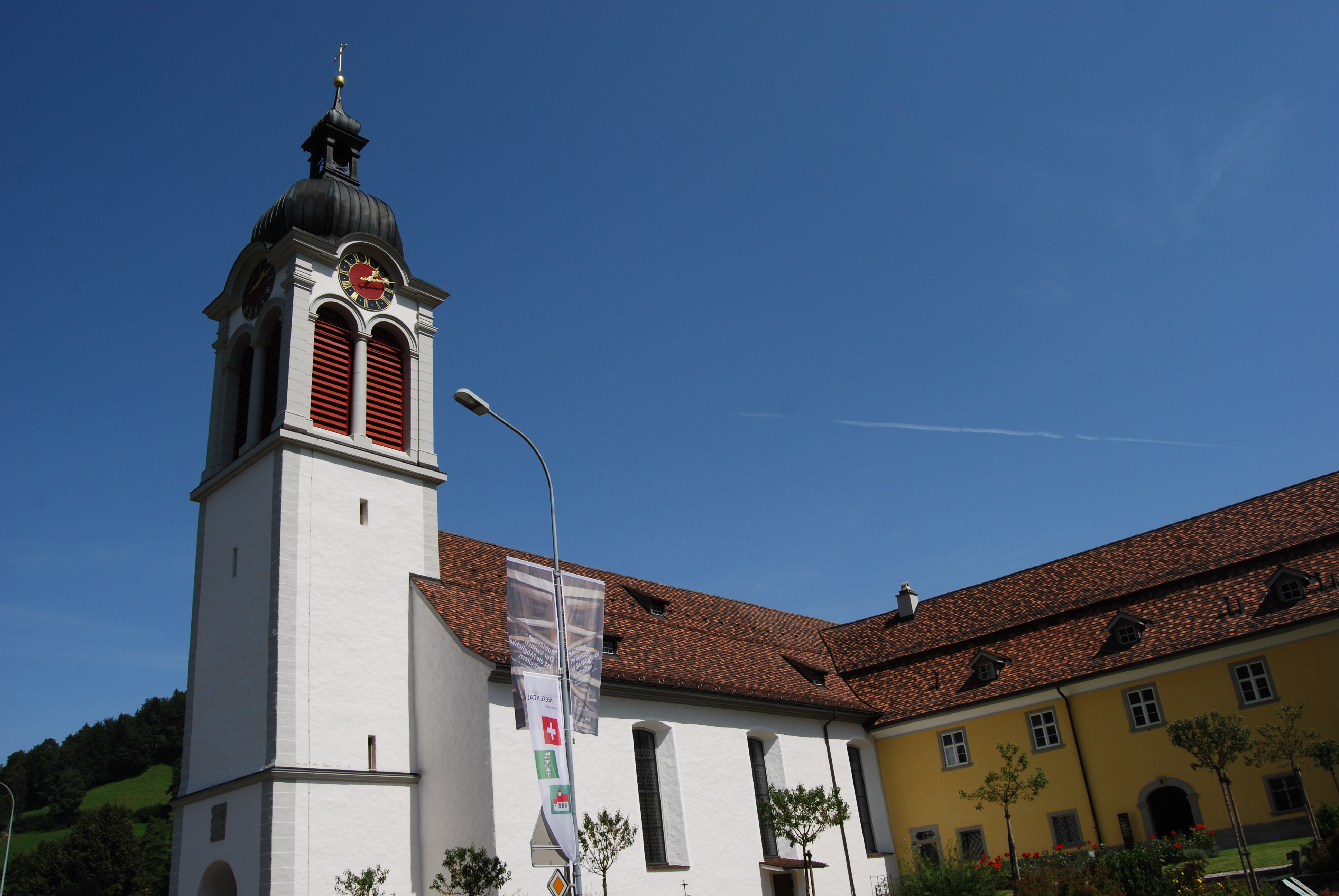
Reformovaný kostel v St. Peterzell

V pozdním středověku patřilo území obce Neckertal pod hrabství Toggenburg a v roce 1468 přešlo spolu s Toggenburgem pod klášter St. Gallen. V roce 1798 se stala součástí kantonu Säntis a od roku 1803 patří ke kantonu St. Gallen. Se vznikem kantonu vznikly také nové politické obce. Do roku 2002 patřily Brunnadern a St. Peterzell do okresu Neutoggenburg, zatímco Mogelsberg do okresu Untertoggenburg.
V hlasování 21. října 2007 se obyvatelé tří obcí Brunnadern, St. Peterzell (s vesnicí Wald-Schönengrund) a Mogelsberg (s vesnicemi Nassen, Necker, Hoffeld, Ebersol a Dicken) vyslovili pro sloučení, které bylo dokončeno 1. ledna 2009. Název nové obce je odvozen od řeky Necker, na jejímž středním toku leží. Na konci roku 2010 měla politická obec Neckertal 4130 obyvatel. K 1. lednu 2023 se k obci Neckertal připojily také doposud samostatné obce Oberhelfenschwil a Hemberg.

## Doprava
Obcí Neckertal prochází hlavní silnice č. 8 z Herisau přes Waldstatt do Wald-Schönengrundu a dále na západ přes Wasserfluh do Lichtensteigu a Wattwilu. Další hlavní trasa vede podél Neckeru do Ganterschwilu a dále do Wilu.
Od 3. října 1910, kdy byl otevřen tunel Wasserfluh dráhy Bodensee-Toggenburg-Bahn (BT), je obec Neckertal napojena na síť společnosti Schweizerische Südostbahn (SOB) se stanicemi Brunnadern-Neckertal a Mogelsberg.